# Cho (Arona)
Cho, también conocido como Parque de la Reina, es una de las entidades de población que conforman el municipio de Arona, en la isla de Tenerife —Canarias, España. 

## Toponimia
Aunque la entidad se conoce oficialmente como Cho, procedente de la finca agrícola donde se levantó la población, se conoce también como Parque de la Reina debido a su principal urbanización.

## Características
Está situada a unos 11 kilómetros al sur de la capital municipal, y a una altitud media de 150 m s. n. m.
Está formada por los núcleos poblacionales de Cho y Cho II.
Cuenta con el Centro de Educación Infantil y Primaria Parque de La Reina, con un centro cultural, con la iglesia parroquial de Santa Teresita del Niño Jesús, un centro logístico de Correos, una farmacia, una plaza pública, parques infantiles, un polideportivo, pequeños comercios, bares y restaurantes.

## Demografía
Una parte importante de la población de esta localidad proviene de otros países, mayoritariamente europeos (Reino Unido, Alemania, Italia, Países Bajos, Bélgica, Francia, República Checa), aunque aun así la gran mayoría son españoles.[cita requerida]
| Año        | 2000 | 2001 | 2002 | 2003 | 2004 | 2005 | 2006 | 2007 | 2008 | 2009 | 2010 | 2011 | 2012 | 2013 | 2014 |
| ---------- | ---- | ---- | ---- | ---- | ---- | ---- | ---- | ---- | ---- | ---- | ---- | ---- | ---- | ---- | ---- |
| Habitantes | 733  | 940  | 1362 | 1618 | 1706 | 1948 | 2216 | 2441 | 2658 | 2837 | 2983 | 3074 | 3218 | 3401 | 3355 |

## Deportes
La localidad cuenta con el equipo de hockey sobre patines Tenerife Guanches Hockey Club.

## Comunicaciones
Se puede llegar a este pueblo cogiendo la salida 22 de la TF-1 o por la TF-655 desde Guaza o Las Chafiras.

### Transporte público
Cho cuenta con parada de taxi en la calle de Cancajos.
En autobús —guagua— queda conectado mediante las siguientes líneas de TITSA:
| Línea | Trayecto                                                  | Recorrido     |
| ----- | --------------------------------------------------------- | ------------- |
| 111   | Sta. Cruz - Aeropuerto Sur - Los Cristianos - Costa Adeje | Horario/Línea |
| 450   | Costa Adeje - San Isidro (por Aeropuerto Sur)             | Horario/Línea |
| 468   | Costa Adeje - Las Galletas (por Los Cristianos)           | Horario/Línea |
| 483   | Los Cristianos - El Médano                                | Horario/Línea |

## Lugares de interés
- Karting Club Tenerife.
- Tanatorio-Crematorio Tenerife Sur (Calle Infanta Elena, 27, Polígono Industrial de Cho-Parque La Reina).